# Kerry Beagle
Kerry Beagle  - rasa psów, należąca do grupy psów gończych.

## Krótki rys historyczny
Rasa ta powstała już w XVI wieku, ale do tej pory nie została jeszcze zatwierdzona jako oddzielna rasa, nawet w Irlandii.

## Użytkowość
Obecnie pies ten jest wykorzystywany do polowań na ptactwo i drobną zwierzynę, np. zające.

## Charakter i temperament
Aktywny i przyjazny.

## Wygląd
Umaszczenie najczęściej czarne podpalane. Możliwe też dropiate i trójkolorowe. Sierść gładko przylega do ciała. Szeroka czaszka, głęboka kufa, długie, proste uszy. Szyja średniej długości. Kończyny mocne, o grubych kościach. Ogon długi, zwężający się ku końcowi.